# 安宁乡 (靖西市)
安宁乡，是中华人民共和国广西壮族自治区百色市靖西市下辖的一个乡镇级行政单位。

## 行政区划
安宁乡下辖以下地区：
古庞村、利定村、安宁村、新造村、怀真村、汤亮村、足怀村、果布村、那冷村和念通村。